# Вест-Бруклін (Іллінойс)
Вест-Бруклін (англ. West Brooklyn) — селище (англ. village) в США, в окрузі Лі штату Іллінойс. Населення — 131 особа (2020).

## Географія
Вест-Бруклін розташований за координатами 41°41′34″ пн. ш. 89°8′50″ зх. д. / 41.69278° пн. ш. 89.14722° зх. д. (41.692802, -89.147305).  За даними Бюро перепису населення США в 2010 році селище мало площу 0,28 км², уся площа — суходіл.

## Демографія
Згідно з переписом 2010 року, у селищі мешкали 142 особи в 55 домогосподарствах у складі 40 родин. Густота населення становила 513 особи/км².  Було 61 помешкання (221/км²).
Расовий склад населення:
| - 100,0 % — білих |

До двох чи більше рас належало 0,0 %. Частка іспаномовних становила 0,0 % від усіх жителів.
За віковим діапазоном населення розподілялося таким чином: 26,8 % — особи молодші 18 років, 58,4 % — особи у віці 18—64 років, 14,8 % — особи у віці 65 років та старші. Медіана віку мешканця становила 38,8 року. На 100 осіб жіночої статі у селищі припадало 115,2 чоловіків;  на 100 жінок у віці від 18 років та старших — 131,1 чоловіків також старших 18 років.
Середній дохід на одне домашнє господарство  становив 61 420 доларів США (медіана — 57 813), а середній дохід на одну сім'ю — 70 061 долар (медіана — 58 125). За межею бідності перебувало 13,7 % осіб, у тому числі 6,9 % дітей у віці до 18 років та 18,2 % осіб у віці 65 років та старших.
Цивільне працевлаштоване населення становило 61 осіб. Основні галузі зайнятості: освіта, охорона здоров'я та соціальна допомога — 21,3 %, виробництво — 16,4 %, роздрібна торгівля — 11,5 %, транспорт — 8,2 %.